# 龙池镇 (秀山县)
龙池镇，是中华人民共和国重庆市秀山土家族苗族自治县下辖的一个乡镇级行政单位。

## 行政区划
龙池镇下辖以下地区：
龙冠社区、长水村、帅家村、洞坪村、杉树村、下坝坪村、建国村、白庄村、小坝村和美萃村。